# Internationales Filmfestival Warschau

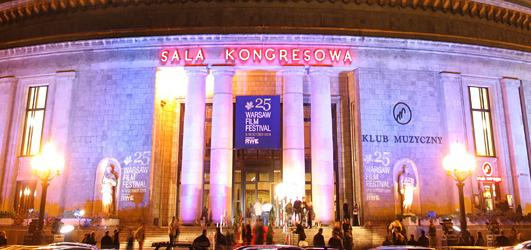
Sala Kongresowa im Kulturpalast während des Festivals

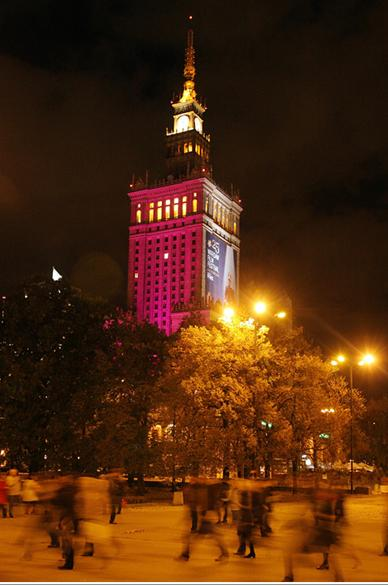
Illuminierter Kulturpalast mit Logo des Filmfestivals

Das Internationale Filmfestival Warschau (englisch Warsaw International Film Festival; polnisch Warszawski Międzynarodowy Festiwal Filmowy), auch als Warsaw Film Festival bekannt, ist eine etwa zehntägige internationale Filmveranstaltung und wird seit 1985 alljährlich Anfang Oktober in Warschau abgehalten. Es präsentiert neue Filme aus der Welt, aus Europa und aus Polen. Seit 2009 gehört das Internationale Filmfestival Warschau zu den internationalen Festivalswettbewerben der FIAPF und damit zu den wichtigsten Filmfestivals der Welt, den A-Festivals.

## Veranstaltungsgeschichte
Das Festival entstand 1985 als Warschauer Filmwoche (poln. Warszawski Tydzień Filmowy; engl. Warsaw Film Week), die durch den Filmklub Hybrydy, einem der ältesten und bekanntesten Studentenklubs in Polen, organisiert wurde. Roman Gutek, der Schöpfer des Festivals, war bis 1990 auch Festivaldirektor und wurde im Jahr darauf von Stefan Laudyn abgelöst. 1991 erfolgte die Umbenennung in Warsaw Film Festival (poln. Warszawski Festiwal Filmowy), zu dessen Organisation 1995 die Warsaw Film Foundation (Warszawska Fundacja Filmowa) gegründet wurde. Die Stiftung initiierte und mitbegründete 2001 CentEast, einen Verband mittel- und osteuropäischer Filmfestivals.
Im Jahr 2000 wurde das Festival von der FIAPF, eine internationale Interessenvertretung der Filmproduzenten mit Sitz in Paris, akkreditiert und änderte erneut den Namen, diesmal in Warsaw International Film Festival (poln. Warszawski Międzynarodowy Festiwal Filmowy, kurz WMFF). Im Zuge der Internationalisierung werden seit 2002 innerhalb eines eigenen „deutschen Panoramas“ Filme aus Deutschland präsentiert.
Seit 2005 wurde im internationalen Wettbewerb zum ersten Mal der Warsaw Grand Prix vergeben. Im gleichen Jahr verliehen erstmals Vertreter der FIPRESCI, eine internationale Vereinigung von Filmkritikern und Filmjournalisten, den FIPRESCI-Award für den besten Film aus der Region Mittel- und Osteuropas. Eine weitere Auszeichnung kam 2008 dazu, als ein Publikumspreis ausschließlich Dokumentarfilmen gewidmet wurde. Das Festival wurde immer beliebter, sodass sich die Zahl der Kinobesuche innerhalb von nur 13 Jahren fast verdreifachte und 2008 die 100.000-Marke nur knapp verfehlt wurde.
2009 nahm die FIAPF das Internationale Filmfestival Warschau in die Gruppe der A-Festivals auf, die die renommiertesten Festivals der Welt repräsentiert. Im selben Jahr wurden gleich zwei Spielfilme mit dem Publikumspreis prämiert, da sie exakt die gleiche Punktzahl erreichten. Zudem bekam das Publikum erstmals die Gelegenheit, den besten Kurzfilm auszuwählen.

## Sektionen des Festivals
Die Sektionen des Festivals kann man in zwei Gruppen zusammenfassen: Die Wettbewerbe, die außer dem Publikumspreis meist mit Geldprämien dotiert sind, sowie die Sektion der nichtkonkurrierenden Filme.
- Im internationalen Wettbewerb ist der Warsaw Grand Prix mit einer Prämie von 100.000 Złoty verbunden. Dieser am höchsten dotierte Preis wird erst seit der 21. Ausgabe des Festivals im Jahre 2005 vergeben. Daneben existiert ein Special Jury Award (Specjalna Nagroda Jury), der mit 20.000 Złoty prämiert ist.

- Der Wettbewerb 1 und 2 für Erst- und Zweitfilme von Regisseuren aus der ganzen Welt ist mit jeweils 20.000 Złoty dotiert.

- Der Wettbewerb des freien Geistes (poln.: Wolny Duch; engl. Free Spirit) gilt dem unabhängigen, rebellischen Film aus der ganzen Welt. Der Free Spirit Award (Nagroda Wolny Duch) ist mit 20.000 Złoty dotiert.

- Beim Wettbewerb für Dokumentarfilme über 60 Minuten erhält die beste Dokumentation 20.000 Złoty.

- Beim Wettbewerb für europäische Kurzfilme unter 45 Minuten erhält der beste unter ihnen 10.000 Złoty.

- Der Publikumspreis ist der älteste Preis des Festivals. Im Laufe des Festivals bewertet das Publikum nach jeder Vorstellung die Filme. Zwar ist der Gewinn des Publikumspreises nicht mit einer Geldprämie verbunden, doch stellt er einen wichtigen Indikator für die Filmverleiher dar. Traditionell finden siegreiche Filme einen polnischen Verleiher und werden danach in polnischen Kinos im ganzen Land gezeigt.

- Der FIPRESCI Award wird für die besten Erst- und Zweitfilme von Regisseuren aus Mittel- und Osteuropa vergeben und ist bei jeder Festivalsektion vertreten.

Daneben gibt es nichtkonkurrierende Sektionen:
- Der Master's Touch (poln. Mistrzowskie dotknięcie; deutsch etwa: Berührung des Meisters) gilt neuen Filmen von besonders bekannten Regisseuren aus der ganzen Welt.

- Discoveries zeigt Visionen der gegenwärtigen Welt.

- Am „Wochenende des Kinos für die ganze Familie“ werden Filme für Kinder und Eltern gezeigt.

## Auszeichnungen

### Publikumspreise
| Nr.                                                                             | Jahr | Film (deutscher oder internationaler Verleihtitel)             | Film (Originaltitel)                             | Regisseur                                                        | Land                                         | Kinos, Zuschauer (Z.)                                  |
| ------------------------------------------------------------------------------- | ---- | -------------------------------------------------------------- | ------------------------------------------------ | ---------------------------------------------------------------- | -------------------------------------------- | ------------------------------------------------------ |
| Warsaw Film Week / Warszawski Tydzień Filmowy                                   |      |                                                                |                                                  |                                                                  |                                              |                                                        |
| 1.                                                                              | 1985 | kein Film ausgezeichnet                                        | kein Film ausgezeichnet                          | kein Film ausgezeichnet                                          | kein Film ausgezeichnet                      | Kultura                                                |
| 2.                                                                              | 1986 | kein Film ausgezeichnet                                        | kein Film ausgezeichnet                          | kein Film ausgezeichnet                                          | kein Film ausgezeichnet                      | Kultura                                                |
| 3.                                                                              | 1987 | Birdy                                                          | Birdy                                            | Alan Parker                                                      | Vereinigte Staaten                           | Atlantic, Palladium                                    |
| 4.                                                                              | 1988 | Koyaanisqatsi                                                  | Koyaanisqatsi                                    | Godfrey Reggio                                                   | Vereinigte Staaten                           | Atlantic, Palladium                                    |
| 5.                                                                              | 1989 | Verschwörung der Frauen                                        | Drowning by Numbers                              | Peter Greenaway                                                  | Vereinigtes Königreich                       | Atlantic, Palladium                                    |
| 6.                                                                              | 1990 | Der Club der toten Dichter                                     | Dead Poets Society                               | Peter Weir                                                       | Vereinigte Staaten                           | Atlantic, Bajka, Relax, Skarpa                         |
| Warsaw Film Festival / Warszawski Festiwal Filmowy                              |      |                                                                |                                                  |                                                                  |                                              |                                                        |
| 7.                                                                              | 1991 | Die zwei Leben der Veronika                                    | La double vie de Véronique                       | Krzysztof Kieślowski                                             | Frankreich Polen                             | Atlantic, Bajka, Luna, Relax                           |
| 8.                                                                              | 1992 | Prosperos Bücher                                               | Prospero's Books                                 | Peter Greenaway                                                  | Vereinigtes Königreich                       | Muranów, Wars                                          |
| 9.                                                                              | 1993 | Coffee and Cigarettes                                          | Coffee and Cigarettes                            | Jim Jarmusch                                                     | Vereinigte Staaten                           | Iluzjon, Muranów, Rejs, Riviera-Remont, Wars           |
| 10.                                                                             | 1994 | Arizona Dream                                                  | Arizona Dream                                    | Emir Kusturica                                                   | Frankreich USA                               | Iluzjon, Muranów, Wars                                 |
| 11.                                                                             | 1995 | Vor dem Regen                                                  | Пред дождот                                      | Milčo Mančevski                                                  | Nordmazedonien                               | Kultura, Muranów, Wars; 33.000 Z.                      |
| 12.                                                                             | 1996 | Trainspotting – Neue Helden                                    | Trainspotting                                    | Danny Boyle                                                      | Vereinigtes Königreich                       | Foksal, RONiK, Skarpa; 40.000 Z.                       |
| 13.                                                                             | 1997 | Ganz oder gar nicht                                            | The Full Monty                                   | Peter Cattaneo                                                   | Vereinigtes Königreich                       | Foksal, RONiK, Skarpa; 41.000 Z.                       |
| 14.                                                                             | 1998 | Das Leben ist schön                                            | La vita e bella                                  | Roberto Benigni                                                  | Italien                                      | Bajka, Kultura, Skarpa; 45.000 Z.                      |
| 15.                                                                             | 1999 | Kinder des Himmels                                             | Bacheha-Ye aseman                                | Majid Majidi                                                     | Iran                                         | Bajka, Foksal, Kultura, Skarpa; 48.000 Z.              |
| Warsaw International Film Festival / Warszawski Międzynarodowy Festiwal Filmowy |      |                                                                |                                                  |                                                                  |                                              |                                                        |
| 16.                                                                             | 2000 | Einzelgänger                                                   | Samotáři                                         | David Ondříček                                                   | Tschechien                                   | Bajka, Capitol, Relax, Skarpa; 53.000 Z.               |
| 17.                                                                             | 2001 | Italienisch für Anfänger                                       | Italiensk for begyndere                          | Lone Scherfig                                                    | Dänemark                                     | Bajka, Capitol, Kinoteka, Relax; 61.000 Z.             |
| 18.                                                                             | 2002 | Elling                                                         | Elling                                           | Petter Næss                                                      | Norwegen                                     | Bajka, Kinoteka, Luna, Relax; 71.000 Z.                |
| 19.                                                                             | 2003 | Buddy                                                          | Buddy                                            | Morten Tyldum                                                    | Norwegen                                     | Bajka, Luna, Relax, Silver Screen; 70.000 Z.           |
| 20.                                                                             | 2004 | Kontroll                                                       | Kontroll                                         | Nimród Antal                                                     | Ungarn                                       | Iluzjon, Luna, Relax, Silver Screen; 73.000 Z.         |
| 21.                                                                             | 2005 | Adams Äpfel                                                    | Adams Æbler                                      | Anders Thomas Jensen                                             | Dänemark                                     | Kultura, Luna, Relax, Silver Screen; 80.000 Z.         |
| 22.                                                                             | 2006 | Das Leben der Anderen                                          | Das Leben der Anderen                            | Florian Henckel von Donnersmarck                                 | Deutschland                                  | Kinoteka, Luna, Relax; 92.140 Z.                       |
| 23.                                                                             | 2007 | Die Band von nebenan                                           | Bikur ha-tizmoret / Al-liqā‘ ’al-akhīr           | Eran Kolirin                                                     | Israel Frankreich                            | Kinoteka, Luna, Palladium                              |
| 24.                                                                             | 2008 | Spielfilm: Waltz with Bashir                                   | Vals im Bashir                                   | Ari Folman                                                       | Israel Deutschland Frankreich                | Kinoteka, Multikino, Złote Tarasy; 97.000 Z.           |
| 24.                                                                             | 2008 | Doku-Film: Young@Heart                                         | Young@Heart                                      | Stephen Walker                                                   | Vereinigtes Königreich                       | Kinoteka, Multikino, Złote Tarasy; 97.000 Z.           |
| 25.                                                                             | 2009 | Spielfilm 1: Haus des Bösen                                    | Dom zły / The Dark House                         | Wojciech Smarzowski                                              | Polen                                        | Kinoteka, Kultura, Multikino, Złote Tarasy; 108.000 Z. |
| 25.                                                                             | 2009 | Spielfilm 2: Welcome                                           | Welcome                                          | Philippe Lioret                                                  | Frankreich                                   | Kinoteka, Kultura, Multikino, Złote Tarasy; 108.000 Z. |
| 25.                                                                             | 2009 | Doku-Film: Defamation                                          | Hashmatsa / Defamation                           | Yoav Shamir                                                      | Israel Dänemark Österreich USA               | Kinoteka, Kultura, Multikino, Złote Tarasy; 108.000 Z. |
| 25.                                                                             | 2009 | Kurzfilm: Das Schwein                                          | Grisen                                           | Dorte Warnø Høgh                                                 | Dänemark                                     | Kinoteka, Kultura, Multikino, Złote Tarasy; 108.000 Z. |
| 26.                                                                             | 2010 | Spielfilm: Sound of Noise                                      | Sound of Noise                                   | Ola Simonsson                                                    | Schweden Frankreich                          | Kinoteka, Multikino, Złote Tarasy; 109.000 Z.          |
| 26.                                                                             | 2010 | Doku-Film: Keep Surfing                                        | Keep Surfing                                     | Bjoern Richie Lob                                                | Deutschland                                  | Kinoteka, Multikino, Złote Tarasy; 109.000 Z.          |
| 26.                                                                             | 2010 | Kurzfilm: That Thing You Drew                                  | That Thing You Drew                              | Kerri Davenport-Burton                                           | Vereinigtes Königreich                       | Kinoteka, Multikino, Złote Tarasy; 109.000 Z.          |
| 26.                                                                             | 2010 | Kinderfilm: Noémie: Le secret                                  | Noémie: Le secret                                | Frédéric D'Amours                                                | Kanada                                       | Kinoteka, Multikino, Złote Tarasy; 109.000 Z.          |
| 27.                                                                             | 2011 | Spielfilm: Róża                                                | Róża                                             | Wojciech Smarzowski                                              | Polen                                        | Kinoteka, Multikino, Złote Tarasy; 101.000 Z.          |
| 27.                                                                             | 2011 | Doku-Film: Buck – Der wahre Pferdeflüsterer                    | Buck                                             | Cindy Meehl                                                      | Vereinigte Staaten                           | Kinoteka, Multikino, Złote Tarasy; 101.000 Z.          |
| 27.                                                                             | 2011 | Kurzfilm: North Atlantic                                       | North Atlantic                                   | Bernardo Nascimento                                              | Vereinigtes Königreich                       | Kinoteka, Multikino, Złote Tarasy; 101.000 Z.          |
| 27.                                                                             | 2011 | Kinderfilm: Die Katze von Paris                                | Une vie de chat                                  | Jean-Loup Felicioli, Alain Gagnol                                | Frankreich Niederlande Schweiz Belgien       | Kinoteka, Multikino, Złote Tarasy; 101.000 Z.          |
| 28.                                                                             | 2012 | Spielfilm: Imagine                                             | Imagine                                          | Andrzej Jakimowski                                               | Polen                                        | Kinoteka, Multikino, Złote Tarasy; 100.000 Z.          |
| 28.                                                                             | 2012 | Doku-Film: Far Out Isn’t Far Enough: The Tomi Ungerer Story    | Far Out Isn’t Far Enough: The Tomi Ungerer Story | Brad Bernstein                                                   | Vereinigte Staaten                           | Kinoteka, Multikino, Złote Tarasy; 100.000 Z.          |
| 28.                                                                             | 2012 | Kurzfilm: Kolona                                               | Kolona                                           | Ujkan Hysaj                                                      | Kosovo                                       | Kinoteka, Multikino, Złote Tarasy; 100.000 Z.          |
| 28.                                                                             | 2012 | Kinderfilm: Knerten in der Klemme                              | Knerten i knipe                                  | Arild Ostin Ommundsen                                            | Norwegen                                     | Kinoteka, Multikino, Złote Tarasy; 100.000 Z.          |
| 29.                                                                             | 2013 | Spielfilm: Tangerines                                          | Mandariinid                                      | Sasa Uruschadse                                                  | Estland Georgien                             | Kinoteka, Multikino, Złote Tarasy                      |
| 29.                                                                             | 2013 | Doku-Film: Get the Picture                                     | Get the Picture                                  | Cathy Pearson                                                    | USA Irland Frankreich Vereinigtes Königreich | Kinoteka, Multikino, Złote Tarasy                      |
| 29.                                                                             | 2013 | Kurzfilm: Little Secret                                        | Strach (Furcht)                                  | Martin Krejčí                                                    | Tschechien                                   | Kinoteka, Multikino, Złote Tarasy                      |
| 30.                                                                             | 2014 | Spielfilm: 5 Zimmer Küche Sarg                                 | What We Do in the Shadows                        | Taika Waititi, Jemaine Clement                                   | Neuseeland USA                               | Kinoteka, Multikino, Złote Tarasy; 100.000 Z.          |
| 30.                                                                             | 2014 | Doku-Film: Die Kreuzung                                        | Perekrestok                                      | Anastassia Miroschnitschenko                                     | Belarus Schweden                             | Kinoteka, Multikino, Złote Tarasy; 100.000 Z.          |
| 30.                                                                             | 2014 | Kurzfilm: Joanna                                               | Joanna                                           | Aneta Kopacz                                                     | Polen                                        | Kinoteka, Multikino, Złote Tarasy; 100.000 Z.          |
| 30.                                                                             | 2014 | Kinderfilm: Captain Fish                                       | Captain Fish                                     | John Banana                                                      | Frankreich                                   | Kinoteka, Multikino, Złote Tarasy; 100.000 Z.          |
| 31.                                                                             | 2015 | Spielfilm: Raum                                                | Room                                             | Lenny Abrahamson                                                 | Irland Kanada                                | Kinoteka, Multikino, Złote Tarasy                      |
| 31.                                                                             | 2015 | Doku-Film: Autism in Love                                      | Autism in Love                                   | Matt Fuller                                                      | Vereinigte Staaten                           | Kinoteka, Multikino, Złote Tarasy                      |
| 31.                                                                             | 2015 | Kurzfilm: Großmuttertag                                        | Dzień babci                                      | Miłosz Sakowski                                                  | Polen                                        | Kinoteka, Multikino, Złote Tarasy                      |
| 31.                                                                             | 2015 | Kinderfilm: Winnetous Sohn                                     |                                                  | André Erkau                                                      | Deutschland                                  | Kinoteka, Multikino, Złote Tarasy                      |
| 32.                                                                             | 2016 | Spielfilm: Mein Leben als Zucchini                             | Ma vie de Courgette                              | Claude Barras                                                    | Frankreich Schweiz                           |                                                        |
| 32.                                                                             | 2016 | Doku-Film: Dancer                                              | Dancer                                           | Steven Cantor                                                    | Vereinigtes Königreich                       |                                                        |
| 32.                                                                             | 2016 | Kurzfilm: Greetings From Kropsdam                              | In Kropsdam is iedereen gelukkig                 | Joren Molter                                                     | Niederlande                                  |                                                        |
| 32.                                                                             | 2016 | Kinderfilm: Louis & Luca – Das große Käserennen                | Solan og Ludvig – Herfra til Flåklypa            | Rasmus A. Sivertsen                                              | Norwegen                                     |                                                        |
| 33.                                                                             | 2017 | Spielfilm: A Hustler’s Diary                                   | Måste gitt                                       | Ivica Zubak                                                      | Schweden                                     |                                                        |
| 33.                                                                             | 2017 | Doku-Film: AlphaGo                                             | AlphaGo                                          | Greg Kohs                                                        | Vereinigte Staaten                           |                                                        |
| 33.                                                                             | 2017 | Kurzfilm: American Dream                                       | Amerykanski sen                                  | Marek Skrzecz                                                    | Polen                                        |                                                        |
| 33.                                                                             | 2017 | Kinderfilm: Der kleine Fuchs und seine Freunde                 | Le Grand Méchant Renard et autres contes         | Benjamin Renner                                                  | Frankreich                                   |                                                        |
| 34.                                                                             | 2018 | Spielfilm: Heavy Trip                                          | Heavy Trip                                       | Juuso Laatio / Jukka Vidgren                                     | Finnland                                     |                                                        |
| 34.                                                                             | 2018 | Doku-Film: Concerto for Two                                    | Koncert na dwoje                                 | Tomasz Drozdowicz                                                | Polen                                        |                                                        |
| 34.                                                                             | 2018 | Kurzfilm: Universam Grochow                                    | Universam Grochów                                | Tomasz Knittel                                                   | Polen                                        |                                                        |
| 34.                                                                             | 2018 | Kinderfilm: Papa Moll und die Entführung des fliegenden Hundes | Papa Moll                                        | Manuel Flurin Hendry                                             | Schweiz                                      |                                                        |
| 35.                                                                             | 2019 | Spielfilm: All For My Mother                                   | Wszystko dla mojej matki                         | Małgorzata Imielska                                              | Polen                                        |                                                        |
| 35.                                                                             | 2019 | Doku-Film: Königsmacherin                                      | The Kingmaker                                    | Lauren Greenfield                                                | USA Dänemark                                 |                                                        |
| 36.                                                                             | 2020 | Spielfilm: Nowhere Special                                     | Nowhere Special                                  | Uberto Pasolini                                                  | Italien Rumänien Vereinigtes Königreich      |                                                        |
| 36.                                                                             | 2020 | Doku-Film: The Agony                                           | Agonia                                           | Tomasz Knittel                                                   | Polen                                        |                                                        |
| 36.                                                                             | 2020 | Kurzfilm: My Fat Arse And I                                    | Ja i moja gruba dupa                             | Yelyzaveta Pysmak                                                | Polen                                        |                                                        |
| 37.                                                                             | 2021 | Spielfilm: Toubab                                              | Toubab                                           | Florian Dietrich                                                 | Deutschland                                  |                                                        |
| 37.                                                                             | 2021 | Doku-Film: F@ck This Job ex aequo: The Herd                    | F@ck This Job Stado                              | Wera Jefimowna Kritschewskaja Karolina Poryzała / Monika Kotecka | Vereinigtes Königreich Deutschland Polen     |                                                        |
| 37.                                                                             | 2021 | Kurzfilm: The Censor of Dreams                                 | Le censeur des rêves                             | Léo Berne / Raphaël Rodriguez                                    | Frankreich                                   |                                                        |
| 37.                                                                             | 2021 | Kinderfilm: Blush                                              | Blush                                            | Joe Mateo                                                        | Vereinigte Staaten                           |                                                        |
| 38.                                                                             | 2022 | Spielfilm: Dangerous Men                                       | Niebezpieczni dżentelmeni                        | Maciej Kawalski                                                  | Polen                                        |                                                        |
| 38.                                                                             | 2022 | Doku-Film: The UnRedacted                                      | The UnRedacted                                   | Meg Smaker                                                       | Vereinigte Staaten Saudi-Arabien             |                                                        |
| 38.                                                                             | 2022 | Kurzfilm: Everything’s Fine, Potatoes in Line                  | Wszystko w porządku, ziemniaku w żołądku         | Piotr Jasiński                                                   | Polen Tschechien                             |                                                        |
| 39.                                                                             | 2023 | Spielfilm: Anxiety                                             | Lęk                                              | Sławomir Fabicki                                                 | Polen Schweiz Deutschland                    |                                                        |
| 39.                                                                             | 2023 | Doku-Film: Ani Choying Drolma: Mission Impossible              | Ani Choying Drolma: Mission Impossible           | F. Jennifer Lin / Bai Shan                                       | Hongkong                                     |                                                        |
| 39.                                                                             | 2023 | Kurzfilm: Basia: Three Short Stories                           | Trzy opowiadania o Basi                          | Mateusz Pietrak                                                  | Polen                                        |                                                        |
| 40.                                                                             | 2024 | Spielfilm: Where Do We Begin                                   | Innego końca nie będzie                          | Monika Majorek                                                   | Polen                                        |                                                        |
| 40.                                                                             | 2024 | Doku-Film: War Correspondent                                   | War Correspondent                                | Benjamin Tuček / David Čálek                                     | Tschechien Ukraine Slowenien                 |                                                        |
| 40.                                                                             | 2024 | Kurzfilm: Tiger Soup                                           | Zupa z tygrysa                                   | Kacper Świtalski                                                 | Polen                                        |                                                        |

### Warsaw Grand Prix
| Nr. | Jahr | Deutscher Verleihertitel                         | Originaltitel        | Regie                  | Land                                                               |
| --- | ---- | ------------------------------------------------ | -------------------- | ---------------------- | ------------------------------------------------------------------ |
| 21. | 2005 | Sorry for Kung Fu                                | Oprosti za kung fu   | Ognjen Sviličić        | Kroatien                                                           |
| 22. | 2006 | Euphoria                                         | Эйфория              | Iwan Wyrypajew         | Russland                                                           |
| 23. | 2007 | Nachtzug                                         | 夜車 (Yeche)         | Diao Yinan             | Volksrepublik China / Hongkong, Frankreich                         |
| 24. | 2008 | Yuris Tag                                        | Юрьев день           | Kirill Serebrennikow   | Russland Deutschland                                               |
| 25. | 2009 | Lourdes                                          | Lourdes              | Jessica Hausner        | Österreich Frankreich Deutschland                                  |
| 26. | 2010 | Die Frau die singt – Incendies                   | Incendies            | Denis Villeneuve       | Kanada                                                             |
| 27. | 2011 | Róża                                             | Róża                 | Wojciech Smarzowski    | Polen                                                              |
| 28. | 2012 | Tango Libre                                      | Tango libre          | Frédéric Fonteyne      | Belgien Frankreich Luxemburg                                       |
| 29. | 2013 | Ida                                              | Ida                  | Paweł Pawlikowski      | Polen                                                              |
| 30. | 2014 | The Coffin in the Mountain aka Deep in the Heart | Binguan              | Xin Yukun              | Volksrepublik China                                                |
| 31. | 2015 | Neon Bull                                        | Boi neon             | Gabriel Mascaro        | Brasilien Uruguay Niederlande                                      |
| 32. | 2016 | Malaria                                          | Malaria              | Parvis Shahbazi        | Iran                                                               |
| 33. | 2017 | To Kill a Watermelon                             | Sha gua              | Zehao Gao              | Volksrepublik China                                                |
| 34. | 2018 | The Delegation                                   | Delegacioni          | Bujar Alimani          | Albanien Frankreich Griechenland Kosovo                            |
| 35. | 2019 | Shindisi                                         | Shindisi             | Dito Tsintsadze        | Georgien                                                           |
| 36. | 2020 | 18 Kilohertz                                     | 18 kiloherców        | Farkhat Sharipov       | Kasachstan                                                         |
| 37. | 2021 | Miracle                                          | Miracol              | Bogdan George Apetri   | Rumänien Tschechien Lettland                                       |
| 38. | 2022 | May Labor Day                                    | Praznik rada         | Pjer Žalica            | Bosnien und Herzegowina Kroatien Nordmazedonien Serbien Montenegro |
| 39. | 2023 | The Shadow of Catire                             | La sombra del Catire | Jorge Hernandez Aldana | Venezuela Mexiko                                                   |
| 40. | 2024 | Traffic                                          | Reostat              | Teodora Ana Mihai      | Rumänien Belgien Niederlande                                       |